# 241

241(이백사십일)은 240보다 크고 242보다 작은 자연수다.

## 수학
- 53번째 소수(素數)다. 앞의 소수는 쌍둥이 소수인 239, 다음 소수는 251이다.
  - 16번째 슈퍼 소수로, 241의 소수 순번인 53도 소수다. 앞의 슈퍼 소수는 211, 다음은 277이다.
  - 9번째 프로트 소수다. 앞의 프로트 소수는 193, 다음은 257이다.

({\displaystyle 241=15\times 2^{4}+1})
- 피타고라스 삼조의 빗변의 길이이다. ({\displaystyle 120^{2}+209^{2}=241^{2}})[a]

## 과학
- NGC 241: 큰부리새자리 방향에 있는 산개성단.

## 교통

### 철도
- 서울 지하철 2호선 이대역의 역번호.
- 부산 도시철도 2호선 부산대양산캠퍼스역의 역번호.
- 대구 도시철도 2호선 사월역의 역번호.

### 도로
- 일본 241번 국도(일본어판): 홋카이도 가와카미군 데시카가정에서 오비히로시까지 이어지는 일본의 국도.

## 군사
- U-241(영어판, 독일어판): 제2차 세계 대전에 사용된 나치 독일의 군용 잠수함.

## 문화유산
- 대한민국의 국보 제241호: 초조본 대반야바라밀다경 권249
- 대한민국의 보물 제241호: 청화백자철사진사국화문병 (해제)[b]
- 대한민국의 사적 제241호: 경주 화산리 회유토기 요지

## 방송
- 지니 TV의 STB 상생방송 채널 번호.
- B tv의 엑스원 채널 번호.
- LG헬로비전의 지방자치TV 채널 번호.
- B tv 케이블의 싱가포르 국제 방송인 채널 뉴스 아시아 채널 번호.
- KT HCN의 채널에버 채널 번호.

## 기타
- 연도: 241년, 기원전 241년